# ペナン日本人学校
座標: 北緯5度24分30.3秒 東経100度19分5.9秒 / 北緯5.408417度 東経100.318306度
ペナン日本人学校（ペナンにほんじんがっこう、英語: Penang Japanese School, マレー語: Sekolah Jepun P. Pinang）は、マレーシアのペナンにある日本人学校。

## 立地・通学
ペナン島の中心部であるジョージタウンからは少し離れた位置にある。
校舎第2棟裏手には川があり、ヘビやイグアナなどが多く出没するため、生徒は教員と一緒でないと裏庭に立ち入ることはできない。
通学は主に学校の通学バス運営委員会がバスドライバーと契約しているスクールバスを使うが、バスの運行地域外の生徒は保護者による送迎となる。

## 沿革
- 1974年（昭和49年）10月5日 - 創立

## 授業内容
他の日本人学校と同様に日本の文部科学省が定める学習指導要領に則ったカリキュラムで授業が行われている。
小学部・中学部ともに、英語を話す講師による英会話の授業が行われている。能力別クラスで通常、中学校から始まる英語の授業とは別に設けられる。現地採用の外国人教員が授業を受け持つ。
赤道付近に位置する立地を生かし、週1時間は水泳の授業が行われ、毎年2月頃には水泳記録会も開かれる。
また、少し前までは小学部5年生は宿泊学習としてランカウイ島に、小学部6年生と中学部2年生は修学旅行でサラワク州のクチン付近へ行っていた。が、2008年度から5年生と6年生は、一緒にいくことになった。ランカウイ島とサラワク州のクチン付近を年ごとに変えていく。

## 行事
セントクリストファースクール、アップランズスクール、ダラット校とは水泳大会などを通して児童生徒・教職員とも交流がある。また、同じマレーシアにあるクアラルンプール日本人学校、ジョホール日本人学校、コタキナバル日本人学校とも交流を持っている。

## 校舎
ケンヨンリー・メゾジストスクールと言う学校を開校以来借用しており、建物は全体的に少し古い。
校舎に入るゲートから教室がある第2棟、第3棟までは、すこし歩かなければならない。
教室はコンクリート床かタイル床でパソコン・インターフォンが全教室に配備されている。
特殊教室として、プール、プレイルーム（柔道畳の部屋）、英会話教室、音楽室、図書室、図工室、技術室、家庭科室、理科室、コンピュータルームがある。